# Seis Nações 2010
O Campeonato Seis Nações 2010 foi o torneio envolvendo seis seleções de rúgbi europeias. A competição aconteceu entre os dias 6 de fevereiro e 20 de março. A França foi a campeã da edição, a 17 conquista na história da competição.
A competição contou com a participação da França, Escócia, Inglaterra, Irlanda, Itália e País de Gales. A seleção irlandesa ficou com o vice-campeonato.
A edição de 2010 do Seis Nações foi a 11ª realização no atual formato. O título da França superou um intervalo de seis anos sem conquistar a competição.

## Resumo
A divulgação do melhor jogador do campeonato aconteceu no dia 17 de março. Tommy Bowe (Irlanda); Mathieu Bastareaud, Morgan Parra, Thierry Dusautoir, Imanol Harinordoquy (França) e Shane Williams (País de Gales) foram relacionados para a escolha de melhor atleta. O capitão da Irlanda Brian O'Driscoll, que ganhou o prêmio em três das quatro temporadas anteriores, não foi premiado. Tommy Bowe foi eleito o melhor jogador do campeonato em 25 de março, obtendo cerca de 50% dos votos.

## Classificação
| Colocação | Seleção       | Partidas | Partidas | Partidas | Partidas | Pontuação | Pontuação | Pontuação | Pontuação | Pontos |
| Colocação | Seleção       | Jogos    | Vitórias | Empates  | Derrotas | Marcados  | Sofridos  | Saldo     | Tries     | Pontos |
| --------- | ------------- | -------- | -------- | -------- | -------- | --------- | --------- | --------- | --------- | ------ |
| 1         | França        | 5        | 5        | 0        | 0        | 135       | 69        | +66       | 13        | 10     |
| 2         | Irlanda       | 5        | 3        | 0        | 2        | 106       | 95        | +11       | 9         | 6      |
| 3         | Inglaterra    | 5        | 2        | 1        | 2        | 88        | 76        | +12       | 6         | 5      |
| 4         | País de Gales | 5        | 2        | 0        | 3        | 113       | 117       | −4        | 10        | 4      |
| 5         | Escócia       | 5        | 1        | 1        | 3        | 83        | 100       | −17       | 3         | 3      |
| 6         | Itália        | 5        | 1        | 0        | 4        | 69        | 137       | −68       | 5         | 2      |

## Partidas
1ª rodada 
| 06-02-2010 14:30 GMT                                                                                        |       |                                                                    |                                                                   |
| Irlanda | 29–11 | Itália                                                             | Croke Park, Dublin Público: 77.686 Árbitro: Romain Poîte (França) |
| Try: Heaslip 15' c O'Leary 35' c Con: O'Gara (2/2) Pen: O'Gara (4/4) 9', 27', 32', 46' P. Wallace (1/1) 67' |       | Try: Robertson 39' m Con: Gower (1/1) 26' Mi. Bergamasco (1/1) 44' | Croke Park, Dublin Público: 77.686 Árbitro: Romain Poîte (França) |

| 06-02-2010 17:00 GMT                                                                             |       |                                                                            |                                                                      |
| Inglaterra                                                                                       | 30–17 | País de Gales                                                              | Twickenham, Londres Público: 81.406 Árbitro: Alain Rolland (Irlanda) |
| Try: Haskell (2) 40' c, 75' c Care 44' c Con: Wilkinson (3/3) Pen: Wilkinson (3/3) 11', 35', 79' |       | Try: A. Jones 49' c Hook 71' c Con: S. Jones (2/2) Pen: S. Jones (1/2) 27' | Twickenham, Londres Público: 81.406 Árbitro: Alain Rolland (Irlanda) |

| 07-02-2010 15:00 GMT             |      |                                                                             |                                                                             |
| Escócia                          | 9–18 | França                                                                      | Murrayfield, Edimburgo Público: 65.687 Árbitro: Nigel Owens (País de Gales) |
| Pen: Paterson (3/3) 9', 30', 52' |      | Try: Bastareaud (2) 14' m, 33' c Con: Parra (1/2) Pen: Parra (2/3) 28', 44' | Murrayfield, Edimburgo Público: 65.687 Árbitro: Nigel Owens (País de Gales) |

 2ª rodada 
| 13-02-2010 14:00 GMT                                                                                            |       | |                                                                              |
| País de Gales                                                                                                   | 31–24 | Escócia                                                                                                   | Millennium Stadium, Cardiff Público: 74.133 Árbitro: George Clancy (Irlanda) |
| Try: Byrne 56' m Halfpenny 77' c S. Williams 80+1' c Con: S. Jones (2/3) Pen: S. Jones (4/5) 15', 23', 39', 79' |       | Try: Barclay 9' c M. Evans 20' m Con: Paterson (1/2) Pen: Parks (2/2) 26', 41' Drop: Parks (2/4) 18', 66' | Millennium Stadium, Cardiff Público: 74.133 Árbitro: George Clancy (Irlanda) |

| 13-02-2010 16:30 GMT |       |                                                               |                                                                           |
| França | 33–10 | Irlanda                                                       | Stade de France, Paris Público: 79.289 Árbitro: Wayne Barnes (Inglaterra) |
| Try: Servat 27' c Jauzion 31' c Poitrenaud 59' c Con: Parra (3/3) Pen: Parra (2/3) 17', 68' Drop: Parra (1/1) 62' Michalak (1/1) 78' |       | Try: D. Wallace 64' c Con: O'Gara (1/1) Pen: O'Gara (1/1) 29' | Stade de France, Paris Público: 79.289 Árbitro: Wayne Barnes (Inglaterra) |

| 14-02-2010 14:30 GMT      |       |                                                               |                                                                           |
| Itália                    | 12–17 | Inglaterra                                                    | Stadio Flaminio, Roma Público: 31.876 Árbitro: Christophe Berdos (França) |
| Pen: Mi. Bergamasco (4/5) |       | Try: Tait 44' m Con: Wilkinson (3/5) Pen: Wilkinson (1/1) 74' | Stadio Flaminio, Roma Público: 31.876 Árbitro: Christophe Berdos (França) |

 3ª rodada 
| 26-02-2010 20:00 GMT                                                                    |       | |                                                                                      |
| País de Gales                                                                           | 20–26 | França                                                                                                | Millennium Stadium, Cardiff Público: 73.767 Árbitro: Jonathan Kaplan (África do Sul) |
| Try: Halfpenny 62' c S. Williams 79' c Con: S. Jones (2/2) Pen: S. Jones (2/2) 45', 49' |       | Try: Palisson 6' c Trinh-Duc 40' c Con: Parra (2/2) Pen: Parra (3/3) 19', 26', 78' Michalak (1/1) 71' | Millennium Stadium, Cardiff Público: 73.767 Árbitro: Jonathan Kaplan (África do Sul) |

| 27-02-2010 13:30 GMT                                                                   |       |                                                |                                                                          |
| Itália                                                                                 | 16–12 | Escócia                                        | Stadio Flaminio, Roma Público: 32.000 Árbitro: Dave Pearson (Inglaterra) |
| Try: Canavosio 64' c Con: Mi. Bergamasco (1/1) Pen: Mi. Bergamasco (3/3) 10', 14', 43' |       | Pen: Parks (3/4) 22', 33', 64' Drop: Parks 49' | Stadio Flaminio, Roma Público: 32.000 Árbitro: Dave Pearson (Inglaterra) |

| 27-02-2010 16:00 GMT                                                                         |       |                                                                                |                                                                            |
| Inglaterra                                                                                   | 16–20 | Irlanda                                                                        | Twickenham, Londres Público: 81.554 Árbitro: Mark Lawrence (África do Sul) |
| Try: Cole 61' c Con: Wilkinson (1/1) Pen: Wilkinson (2/5) 15', 36' Drop: Wilkinson (1/3) 70' |       | Try: Bowe (2) 4' m, 75' c Earls 56' m Con: O'Gara (1/1) Drop: Sexton (1/3) 29' | Twickenham, Londres Público: 81.554 Árbitro: Mark Lawrence (África do Sul) |

 4ª rodada 
| 13-03-2010 14:30 GMT                                                                             |       |                                       |                                                                           |
| Irlanda                                                                                          | 27–12 | Predefinição:Walr                     | Croke Park, Dublin Público: 81.340 Árbitro: Craig Joubert (África do Sul) |
| Try: Earls (2) 27' m, 60' m O'Leary 31' m Pen: Sexton (3/4) 16', 21', 50' Drop: Sexton (1/1) 76' |       | Pen: S. Jones (4/5) 9', 38', 54', 63' | Croke Park, Dublin Público: 81.340 Árbitro: Craig Joubert (África do Sul) |

| 13-03-2010 17:00 GMT                                     |       |                                                         |                                                                               |
| Escócia                                                  | 15–15 | Inglaterra                                              | Murrayfield, Edimburgo Público: 66.891 Árbitro: Marius Jonker (África do Sul) |
| Pen: Parks (4/6) 6', 18', 50', 68' Drop: Parks (1/2) 39' |       | Pen: Wilkinson (3/3) 14', 30', 41' Flood (2/4) 49', 64' | Murrayfield, Edimburgo Público: 66.891 Árbitro: Marius Jonker (África do Sul) |

| 14-03-2010 14:30 GMT |       |                                                                                                  |                                                                      |
| França | 46–20 | Itália                                                                                           | Stade de France, Paris Público: 78.712 Árbitro: Alan Lewis (Irlanda) |
| Try: Harinordoquy 5' c Marty (2) 17' c, 25' m Andreu 51' c Jauzion 56' c Lapandry 65' c Con: Parra (5/6) Pen: Parra (2/3) 10', 41' |       | Try: del Fava 68' c Canavosio 72' c Con: Mi. Bergamasco (2/2) Pen: Mi. Bergamasco (2/2) 35', 44' | Stade de France, Paris Público: 78.712 Árbitro: Alan Lewis (Irlanda) |

 5ª rodada 
| 20-03-2010 14:30 GMT                                                                                   |       |                                                                               |                                                                                |
| País de Gales                                                                                          | 33–10 | Itália                                                                        | Millennium Stadium, Cardiff Público: 70.548 Árbitro: Wayne Barnes (Inglaterra) |
| Try: Hook (2) 52' c, 57' c S. Williams 68' c Con: S. Jones (3/3) Pen: S. Jones (4/4) 8', 22', 33', 36' |       | Try: McLean 75' c Con: Mi. Bergamasco (1/1) 75' Pen: Mi. Bergamasco (1/2) 65' | Millennium Stadium, Cardiff Público: 70.548 Árbitro: Wayne Barnes (Inglaterra) |

| 20-03-2010 17:00 GMT                                                                                   |       |                                                                                     |                                                                             |
| Irlanda                                                                                                | 20–23 | Escócia                                                                             | Croke Park, Dublin Público: 80.313 Árbitro: Jonathan Kaplan (África do Sul) |
| Try: O'Driscoll 11' c Bowe 64' c Con: Sexton (1/1) O'Gara (1/1) Pen: Sexton (1/3) 51' O'Gara (1/1) 76' |       | Try: Beattie 15' m Pen: Parks (5/6) 5', 37', 46', 73', 78' Drop: Parks (1/2) 40'+1' | Croke Park, Dublin Público: 80.313 Árbitro: Jonathan Kaplan (África do Sul) |

| 20-03-2010 19:45 GMT                                    |       |                                                           |                                                                                |
| França                                                  | 12–10 | Escócia                                                   | Stade de France, Paris Público: 80.066 Árbitro: Bryce Lawrence (Nova Zelândia) |
| Pen: Parra (3/4) 19', 25', 35' Drop: Trinh-Duc (1/1) 3' |       | Try: Foden 6' c Con: Flood (1/1) Pen: Wilkinson (1/1) 67' | Stade de France, Paris Público: 80.066 Árbitro: Bryce Lawrence (Nova Zelândia) |

## Artilheiros
| Tries | Nome                | Pts | Seleção       |
| ----- | ------------------- | --- | ------------- |
| 3     | Keith Earls         | 5   | Irlanda       |
| 3     | Tommy Bowe          | 5   | Irlanda       |
| 3     | James Hook          | 5   | País de Gales |
| 3     | Shane Williams      | 5   | País de Gales |
| 2     | James Haskell       | 5   | Inglaterra    |
| 2     | Mathieu Bastareaud  | 5   | França        |
| 2     | Yannick Jauzion     | 5   | França        |
| 2     | David Marty         | 5   | França        |
| 2     | Pablo Canavosio     | 4   | Itália        |
| 2     | Leigh Halfpenny     | 4   | País de Gales |
| 2     | Tomás O'Leary       | 5   | Irlanda       |
| 1     | Danny Care          | 5   | Inglaterra    |
| 1     | Dan Cole            | 5   | Inglaterra    |
| 1     | Ben Foden           | 3   | Inglaterra    |
| 1     | Mathew Tait         | 5   | Inglaterra    |
| 1     | Marc Andreu         | 3   | França        |
| 1     | Imanol Harinordoquy | 5   | França        |
| 1     | Alexandre Lapandry  | 3   | França        |
| 1     | Alexis Palisson     | 4   | França        |
| 1     | Clément Poitrenaud  | 5   | França        |
| 1     | William Servat      | 5   | França        |
| 1     | François Trinh-Duc  | 5   | França        |
| 1     | Jamie Heaslip       | 5   | Irlanda       |
| 1     | Brian O'Driscoll    | 5   | Irlanda       |
| 1     | David Wallace       | 5   | Irlanda       |
| 1     | Carlo del Fava      | 3   | Itália        |
| 1     | Luke McLean         | 5   | Itália        |
| 1     | Kaine Robertson     | 5   | Itália        |
| 1     | John Barclay        | 5   | Escócia       |
| 1     | Johnnie Beattie     | 5   | Escócia       |
| 1     | Max Evans           | 5   | Escócia       |
| 1     | Lee Byrne           | 5   | País de Gales |
| 1     | Adam Rhys Jones     | 5   | País de Gales |

| Pontos | Nome                | Pld | Time          |
| ------ | ------------------- | --- | ------------- |
| 63     | Stephen Jones       | 5   | País de Gales |
| 61     | Morgan Parra        | 5   | França        |
| 57     | Dan Parks           | 4   | Escócia       |
| 50     | Jonny Wilkinson     | 5   | Inglaterra    |
| 41     | Mirco Bergamasco    | 5   | Itália        |
| 28     | Ronan O'Gara        | 5   | Irlanda       |
| 20     | Jonathan Sexton     | 4   | Irlanda       |
| 15     | Keith Earls         | 5   | Irlanda       |
| 15     | Tommy Bowe          | 5   | Irlanda       |
| 15     | Shane Williams      | 5   | País de Gales |
| 15     | James Hook          | 5   | País de Gales |
| 11     | Chris Paterson      | 2   | Escócia       |
| 10     | James Haskell       | 5   | Inglaterra    |
| 10     | Mathieu Bastareaud  | 5   | França        |
| 10     | Yannick Jauzion     | 5   | França        |
| 10     | David Marty         | 5   | França        |
| 10     | Tomás O'Leary       | 5   | Irlanda       |
| 10     | Pablo Canavosio     | 4   | Itália        |
| 10     | Leigh Halfpenny     | 4   | País de Gales |
| 8      | Toby Flood          | 3   | Inglaterra    |
| 8      | François Trinh-Duc  | 5   | França        |
| 6      | Frédéric Michalak   | 3   | França        |
| 5      | Danny Care          | 5   | Inglaterra    |
| 5      | Dan Cole            | 5   | Inglaterra    |
| 5      | Ben Foden           | 3   | Inglaterra    |
| 5      | Mathew Tait         | 5   | Inglaterra    |
| 5      | Marc Andreu         | 3   | França        |
| 5      | Imanol Harinordoquy | 5   | França        |
| 5      | Alexandre Lapandry  | 3   | França        |
| 5      | Alexis Palisson     | 4   | França        |
| 5      | Clément Poitrenaud  | 5   | França        |
| 5      | William Servat      | 5   | França        |
| 5      | Jamie Heaslip       | 5   | Irlanda       |
| 5      | David Wallace       | 5   | Irlanda       |
| 5      | Carlo del Fava      | 3   | Itália        |
| 5      | Luke McLean         | 5   | Itália        |
| 5      | Kaine Robertson     | 5   | Itália        |
| 5      | John Barclay        | 5   | Escócia       |
| 5      | Johnnie Beattie     | 5   | Escócia       |
| 5      | Max Evans           | 5   | Escócia       |
| 5      | Lee Byrne           | 5   | País de Gales |
| 5      | Adam Rhys Jones     | 5   | País de Gales |
| 3      | Paddy Wallace       | 2   | Irlanda       |
| 3      | Craig Gower         | 5   | Itália        |